# ساوث جاكسفونفيل (إلينوي)
ساوث جاكسفونفيل (بالإنجليزية: South Jacksonville)‏ هي معلم جغرافي تقع في الولايات المتحدة في إلينوي. يقدر عدد سكانها بـ 3,475 نسمة .

## الموقع الجغرافي
الموقع الجغرافي للمناطق المحيطة بهذه النقطة هو كالتالي: